# Jean-Noël Tronc
Jean-Noël Tronc, né le 25 décembre 1967 à Paris, est un chef d’entreprise français. Il est le directeur général de la Société des auteurs, compositeurs et éditeurs de musique (SACEM) de 2012 à 2021 puis du Centre national d'enseignement à distance de mars 2022 à juillet 2024.

## Biographie
Diplômé de l’ESSEC et de l’Institut d'études politiques de Paris, il fonde et dirige durant ses études le club Opinions, club des jeunes rocardiens.
Jean-Noël Tronc est rapporteur général du rapport sur les réseaux de la société de l’information de 1996.
Entre 1997 à 2002, il est nommé conseiller pour les technologies et la société de l'information du Premier Ministre Lionel Jospin.
De 2002 à 2007, il rejoint le Groupe France Télécom où il est successivement directeur de la stratégie et de la marque, président du conseil d'administration d'Orange Réunion, directeur marketing mobile, directeur général d'Orange France, et conseiller spécial du Président Directeur Général de France Télécom.
De 2008 à 2010, il est PDG de Canal+ Overseas. Il conduit la transformation du groupe en Afrique.
En novembre 2011, le Conseil d’administration de la Sacem le choisit pour succéder à Bernard Miyet au poste de Directeur Général. Il en est évincé à la suite d'une crise de gouvernance en 2021,.
Le 23 mars 2022, il est nommé directeur général du Centre national d’enseignement à distance. Il est démis de ses fonctions le 6 juillet 2024,.
Il est membre fondateur de Terra Nova, laboratoire d'idées marqué à gauche.